# Edward Aloysius Murphy
Edward Aloysius Murphy, ameriški inženir, * 11. januar 1918, Panama Canal Zone, † 17. julij 1990, New York.
Murphy je bil ameriški inženir znan po svojem izreku »Če lahko gre kaj narobe, bo narobe tudi šlo« poznanem kot Murphyjev zakon. Izrekel ga je pri preučevanju raket.